# Capilla de Nuestra Señora de Altötting
La capilla de Gracia (en alemán Gnadenkapelle) o capilla de Nuestra Señora de Altötting, dedicada a esta advocación que es patrona de Alemania, conmemorada por la Iglesia católica el 15 de agosto. Es un santuario mariano situado en dicha localidad de Baviera, principal destino de peregrinación católico de este país y uno de los más importantes de Europa.

## Historia
La capilla octogonal que alberga la imagen de la Virgen data aproximadamente del 660 D.C., y es el más antiguo santuario mariano en Alemania.
Según la tradición, en 1489 la «Virgen Negra», talla que data del siglo IX, intercedió resucitando a un niño de tres años que se había ahogado, al cual la madre lo había llevado hasta su altar para rogar por él.
De gran devoción, en el lado oeste de la capilla de planta octogonal se encuentra una urna de plata en la que reposan 28 corazones de miembros de la casa de Wittelsbach, casa real de Baviera, entre ellos los de:
- Isabel de Lorena (1574-1635), electora de Baviera 1623-1635.
- Maximiliano I (1573-1651), elector de Baviera 1623-1651.
- Francisco Guillermo de Wartenberg (1593-1661), obispo de Ratisbona.
- Alberto Segismundo de Baviera (1623-1685), obispo de Ratisbona.
- José Clemente de Baviera (1671-1723), arzobispo de Colonia.
- Carlos VII (1697-1745), Emperador de Alemania 1742-1745.
- María Amelia de Austria (1701-1756), emperatriz 1742-1745.
- Maximiliano Enrique de Baviera (1621-1688), elector de Colonia.
- Clemente Augusto de Baviera (1700-1761), arzobispo de Colonia.
- Juan Teodoro de Baviera (1703-1763), obispo de Lieja.
- Clemente de Francisco de Paula de Baviera (1722-1770).
- Maximiliano III (1727-1777), elector de Baviera 1745-1777.
- María Ana de Sajonia (1728-1797), princesa y electora de Baviera 1747-1777.
- Carlos Teodoro (1724-1799), elector de Baviera 1777-1799.
- Maximiliano I (1756-1825), rey de Baviera 1806-1825.
- Otón I (1815-1867), rey de Grecia, 1832-1863.
- Luis I (1786-1868), rey de Baviera 1825-1848.
- Maximiliano II (1811-1864), rey de Baviera 1848-1864.
- María de Prusia (1825-1889), reina de Baviera 1848-1864.
- Luis II (1845-1886), rey de Baviera 1864-1886.
- Luis III (1845-1921), rey de Baviera 1913-1918.
- María Teresa de Austria-Este (1849-1919), reina de Baviera 1913-1918.
- Antonia de Luxemburgo (1899-1954), princesa de Baviera.